# National Public Radio

Logo NPR

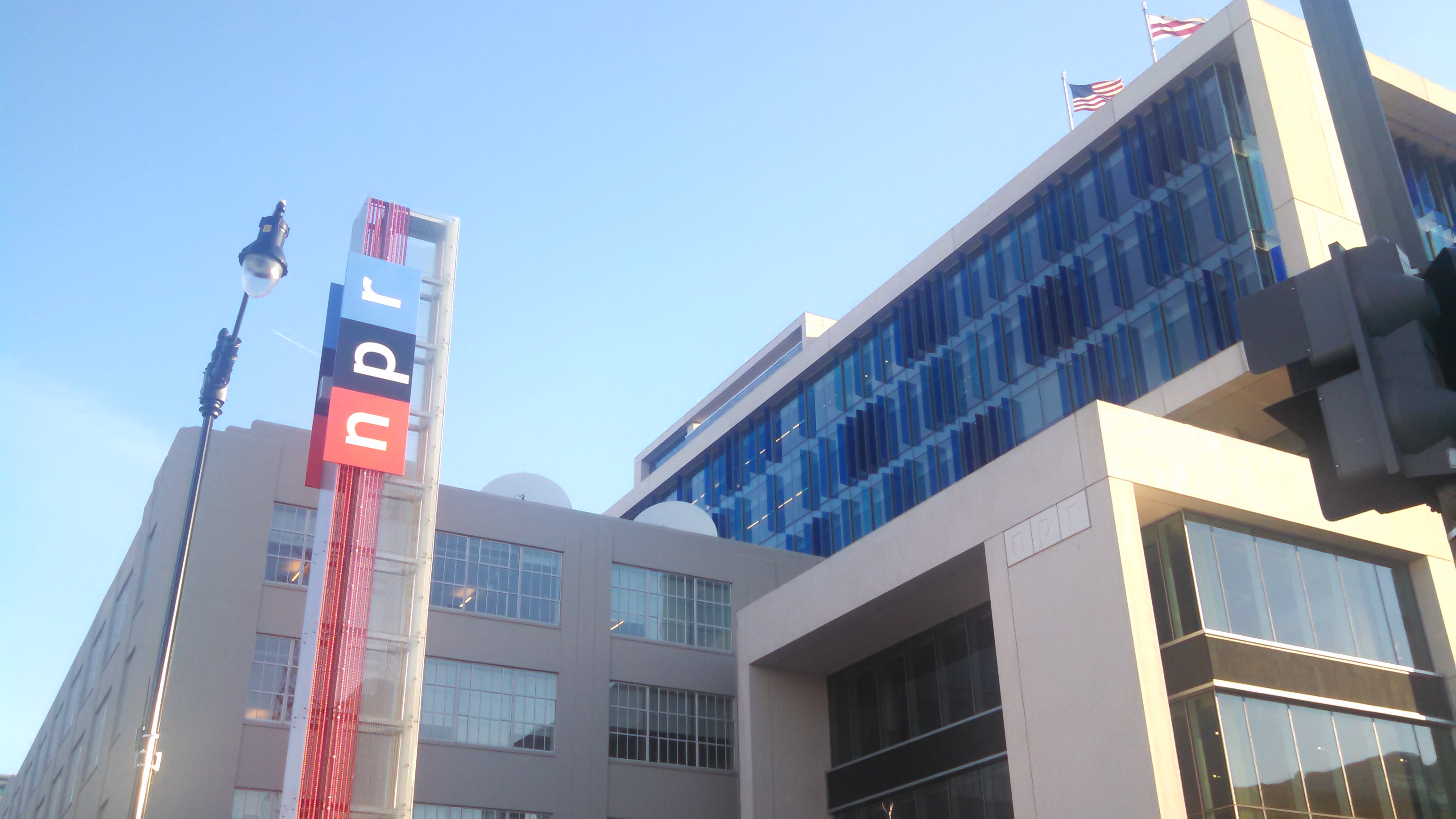
Siedziba NPR

National Public Radio (NPR) – amerykańska organizacja medialna typu non-profit, finansowana z donacji prywatnych i środków publicznych, z główną siedzibą w Waszyngtonie DC, a drugą w Culver City w Kalifornii. NPR charakteryzuje się tym, że została utworzona na mocy ustawy Kongresu USA (z 1967), a większość jej członkowskich – całkowicie odrębnych finansowo i prawnie – lokalnych stacji radiowych należy do podmiotów rządowych (często uczelni publicznych). Służy jako krajowy syndykator sieci dla ponad 1000 publicznych stacji radiowych w Stanach Zjednoczonych.
Historia NPR sięga projektów z lat 60. Oficjalna data powstania organizacji to rok 1971. Pierwszą audycją NPR była nadal kontynuowana All Things Considered, nadana 3 maja 1971.
NPR produkuje i rozpowszechnia wiadomości i programy kulturalne. Sztandarowymi programami organizacji są dwie audycje informacyjne tzw. „czasu jazdy”, tj. celujące w słuchaczy w samochodach, poranne Morning Edition i popołudniowe All Things Considered; oba są nadawane przez większość stacji członkowskich NPR i w 2005 r. zostały zaliczone do najpopularniejszych programów radiowych w USA. W marcu 2018 r. te programy miały publiczność odpowiednio 14,9 mln i 14,7 mln tygodniowo. Programy NPR są nadawane przez radio, ale od wielu lat także są dostępne online.